# Genovevaburg

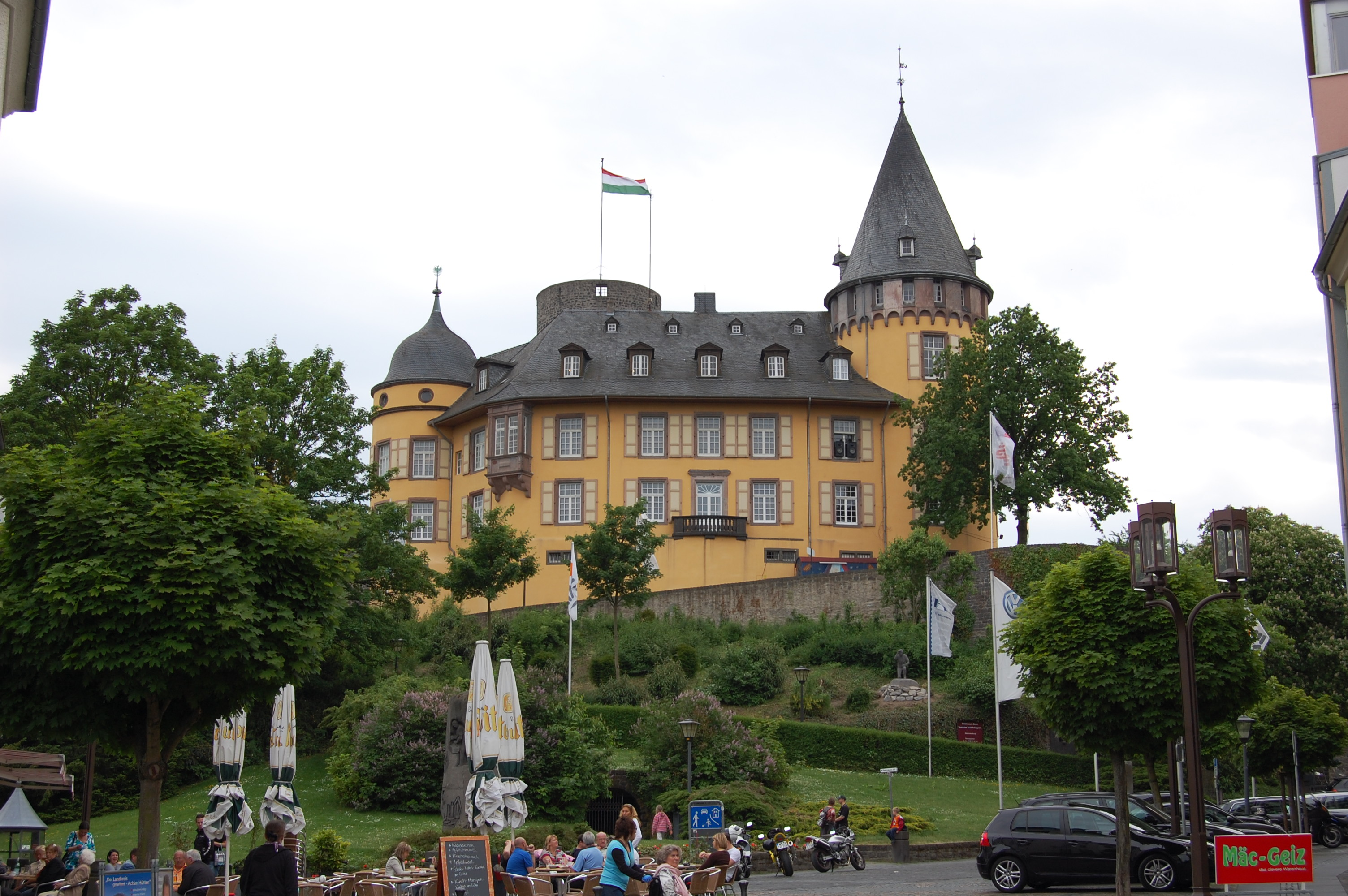
Vista parcial do Genovevaburg.

O Genovevaburg é um palácio alemão inserido nas muralhas medievais do lado sudoeste da cidade de Mayen, no Estado da Renânia-Palatinado. O seu nome baseia-se numa lenda, segundo a qual a sede do Conde-Palatino Siegfried e da sua esposa, Genoveva de Brabante (730-750), estaria na mesma colina em Mayen. As primeiras referências à importancia regional da lenda datam do século XVII. Não se sabe desde quando o castelo e as suas masmorras, a chamada Goloturm, estão particularmente associados à lenda.

## História

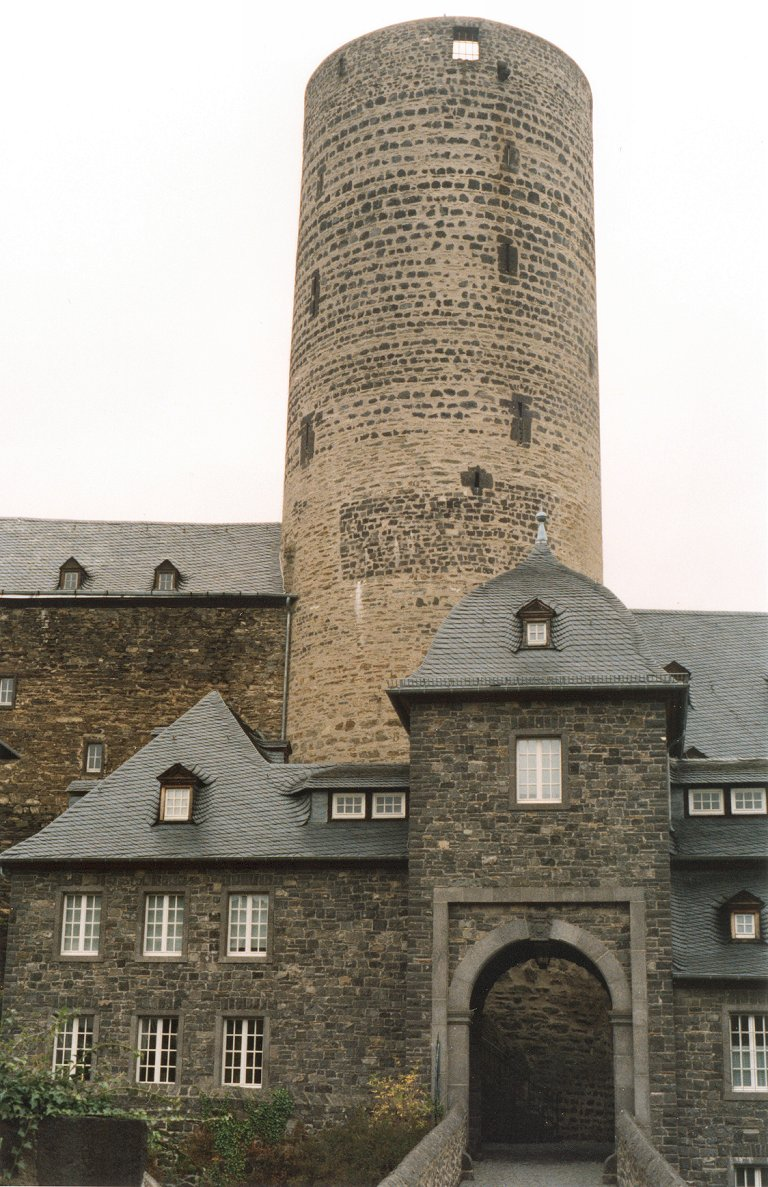
Torre de menagem do Genovevaburg.

O Genovevaburg de Mayen aparece referenciado num documento pela primeira vez em 1281, mas é certo que a sua construção já se tinha iniciado um ano antes por ordem do Príncipe-eleitor de Trier Heinrich II von Finstingen. Foi criado para proteger os interesses de Trier face ao Eleitorado de Colónia. Ao sucessor de Heinrich, Bohemond I von Warnesberg, chegaram mesmo a ser concedidos os direitos da povoação de Mayen pelo Rei Rudolfo I de Habsburgo.
Uma vez estabalecido, o castelo permaneceu intacto durante 400 anos. Esta situação só foi alterada com a tomada de Mayen pelas tropas francesas durante a Guerra de Sucessão do Palatinado. No dia 6 de Maio de 1689, o General Marquês de Sourdis deixou o palácio eleitoral (churfürstlich Schloß) ser queimado pelos seus homens.
Um ano mais tarde, o arcebispo e príncipe-eleitor Johann Hugo von Orsbeck encarregou o seu futuro mestre de construções da corte, Philipp Josef Honrius Ravensteyn, de reconstruir e ampliar o edifício. No decorrer destes trabalhos, o adarve foi coberto de novo e as torres de canto foram guarnecidas com coberturas cónicas. As janelas góticas de arco quebrado também foram substituidas por janelas duplas barrocas.

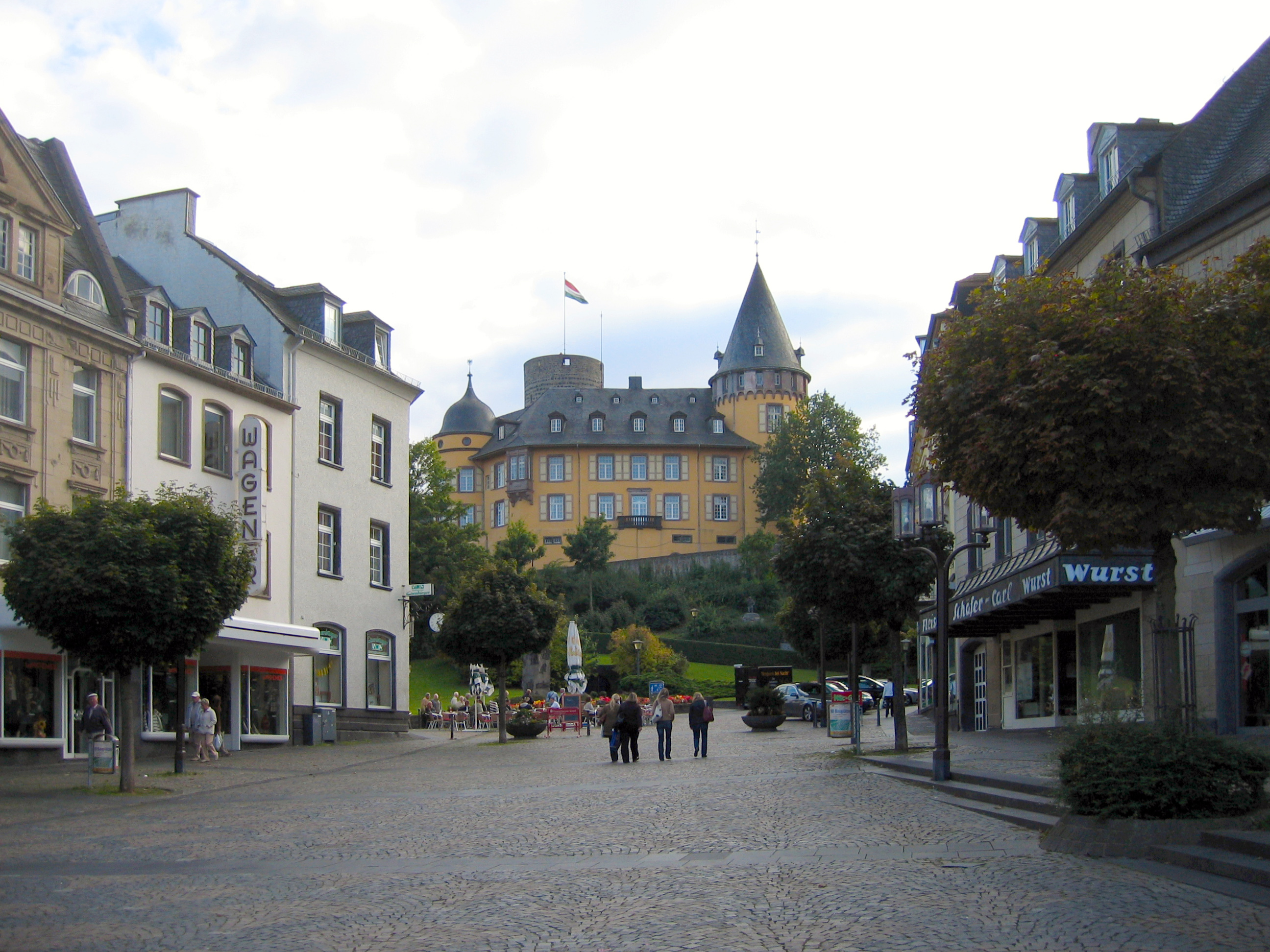
O Genovevaburg visto da Marktplatz de Mayen.

Em 1707, o príncipe-eleitor construiu, então o Unterburg ("castelo baixo") em basalto. Além de cavalariças e estábulos, foi construida uma portaria no chamado kleinen Burghof ("pequeno pátio"). Como sinal do seu envolvimento como construtor, ainda se encontram até hoje as suas armas no portal barroco que dá acesso ao castelo no lado da cidade.
Durante o domínio francês, o Genovevaburg foi declarado propriedade nacional e leiloado no dia 8 de Agosto de 1803. Pela soma de 8.100 francos, Philipp Hartung, cujo pai era arrendatário do castelo desde 1793, tomou posse do edifício. O novo proprietário desmontou-o e vendeu-o peça por peça, tendo deixado a casa administrativa e a torre leste esgotadas.
Em 1815, o edifício do Oberburg também foi demolido.
Em 1821, foi arrendada uma sala no castelo como "sala de oração" para a recém-criada comunidade evangélica, de forma que o Genovevaburg se tornou no primeiro lugar de culto evangélico em Mayen e nas áreas adjacentes. Em 1830, a mesma comunidade adquiriu todo o castelo por 600 talers. No entanto, o governo de Coblença não deu tempo para ser consentida a transacção, sendo vendido em vez disso ao juiz de paz Cadenbach. A comunidade desistiu de fazer valer os seus direitos em juizo para não agravar a relação entre as confissões.
Cadenbach construiu novamente sobre as ruínas, o que significou que o tribunal esteve temporariamente alojado em edifícios do castelo.

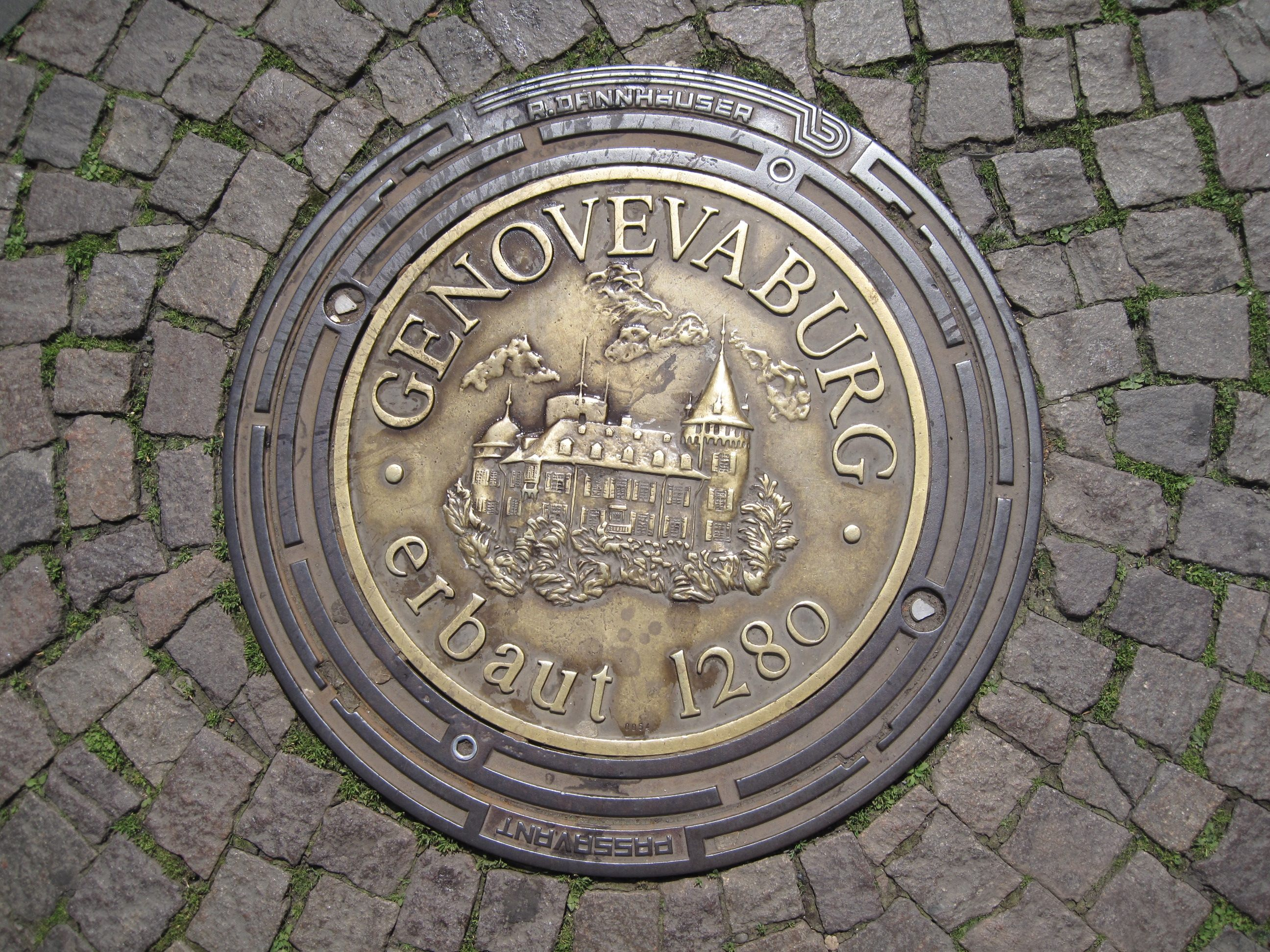
Tampa de saneamento de Mayen com a imagem do Genovevaburg.

Depois, Cadenbach criou uma cervejaria junto da entrada da hospedaria nas muralhas do castelo. A firma transformou o conjunto de acordo com as suas necessidades e não se coibiu de usar a torre de menagem como silo de cereais. No entanto, a cervejaria não marcou presença no castelo por longa data. Em 1880, o Mayener Volksbank (Banco Popular de Mayen) comprou uma participação do edifício e vendeu uma grande parte do Oberburg a um comerciante 13 anos depois. Este reconstruiu-o como uma residência em estilo neo-renascentista.
No dia 7 de Novembro de 1902 o Genovevaburg ficou em chamas e grande parte do edifício foi destruída pelo fogo.

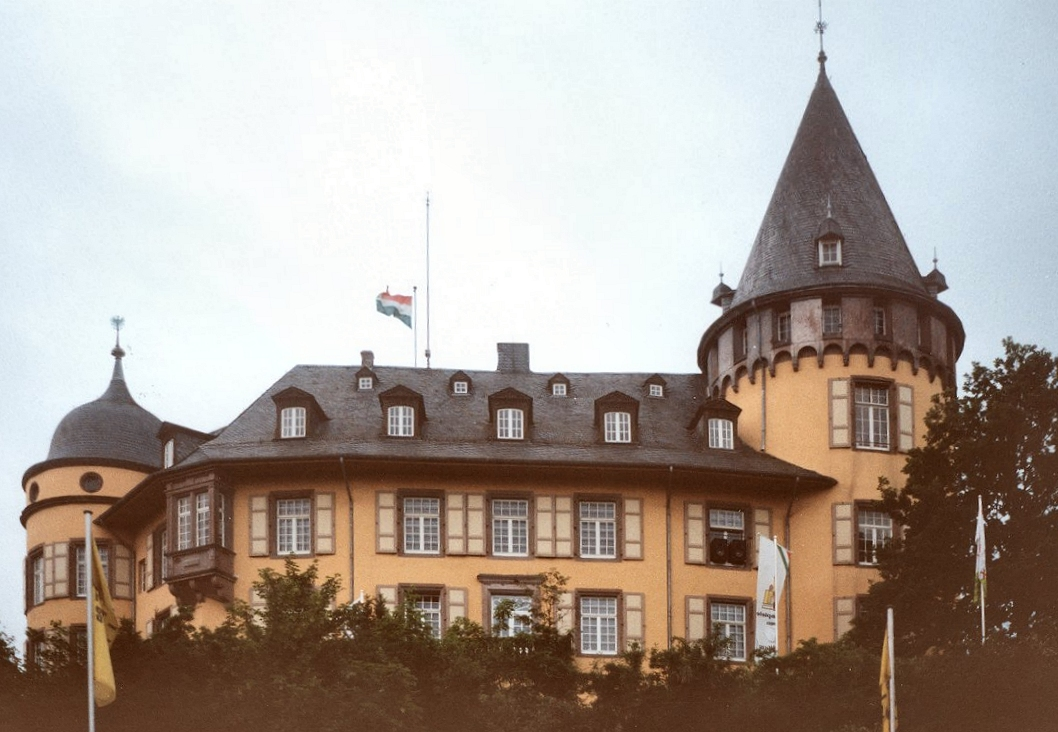
Pisos superiores da área residencial.

O edifício só conheceu dias melhores quando foi comprado pelo diplomata-engenheiro Arend Scholten, em 1910, que o deixou restaurado e reconstruido segundo o modelo histórico a partir de 1918. No decorrer destes trabalhos, muitos dos elementos arquitectónicos neo-renascentistas foram removidos. Scholten também foi quem reabriu o castelo ao público, possibilitando a criação do Eifelmuseums ("Museu do Eifel"), antigo Eifeler Landschaftsmuseum ("Museu da Paisagem do Eifel"), em 1921, nos estábulos reconstruídos.
Em 1938, a cidade de Mayen adquiriu o castelo. Logo no ano seguinte, os espaços vazios aí localizados foram tomados por apreensão para fins militares e administrativos.
Durante a Segunda Guerra Mundial foram destruídas inúmeras estruturas do castelo. Apesar disso, o Conselho Municipal de Mayen e uma escola agrícola encontraram ali instalações temporárias depois de 1945. A reparação dos danos de guerra só teve lugar em 1984.
Hoje em dia, o pátio interior do Genovevaburg serve, anualmente, de cenário ao "Burgfestspiele Mayen" ("Festival do castelo de Mayen") entre Junho e Agosto, uma série de eventos teatrais conhecida muito para além dos limites da cidade.

## Descrição do edifício

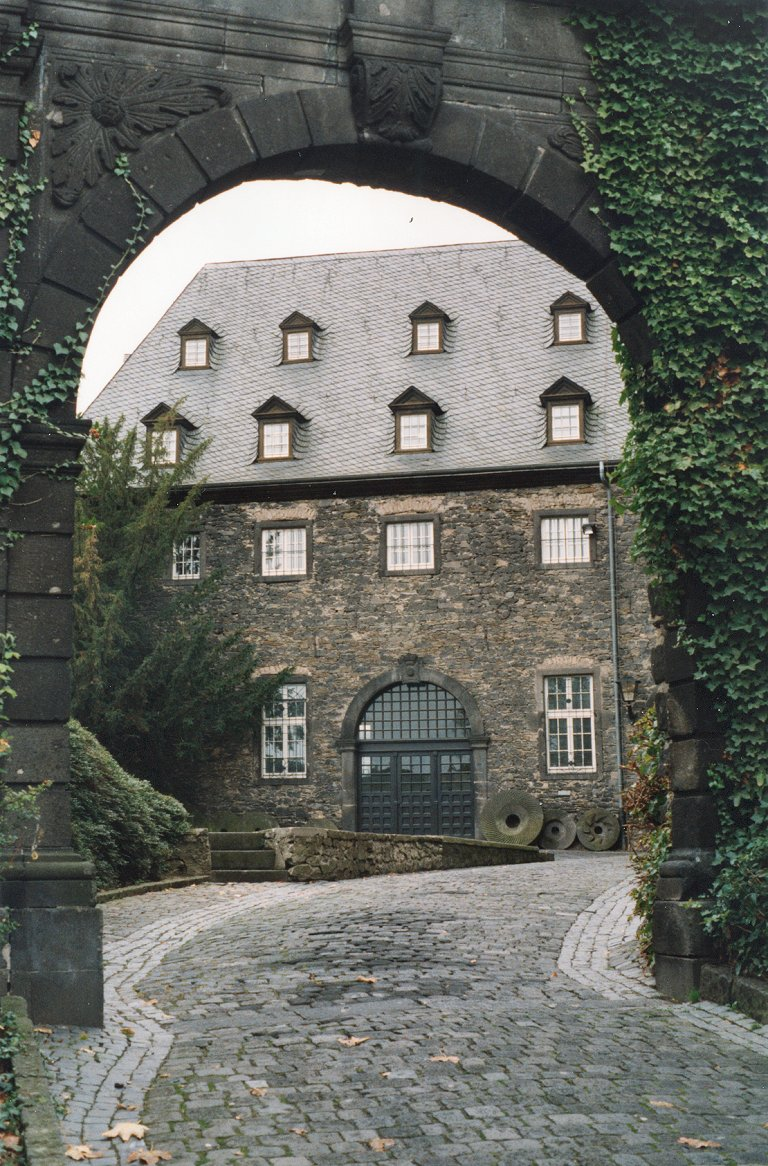
Vista exterior dos antigos estábulos.

A actual planta heptagonal irregular (também chamada de Oberburg - "castelo de cima") era, antigamente, protegida no lado de fora da cidade por um fosso, zwinger e torre de menagem. Ao longo do fosso passa, actualmente, uma rua principal. O fosso era transposto por uma ponte arcada, em pedra, com 20 metros de comprimento.

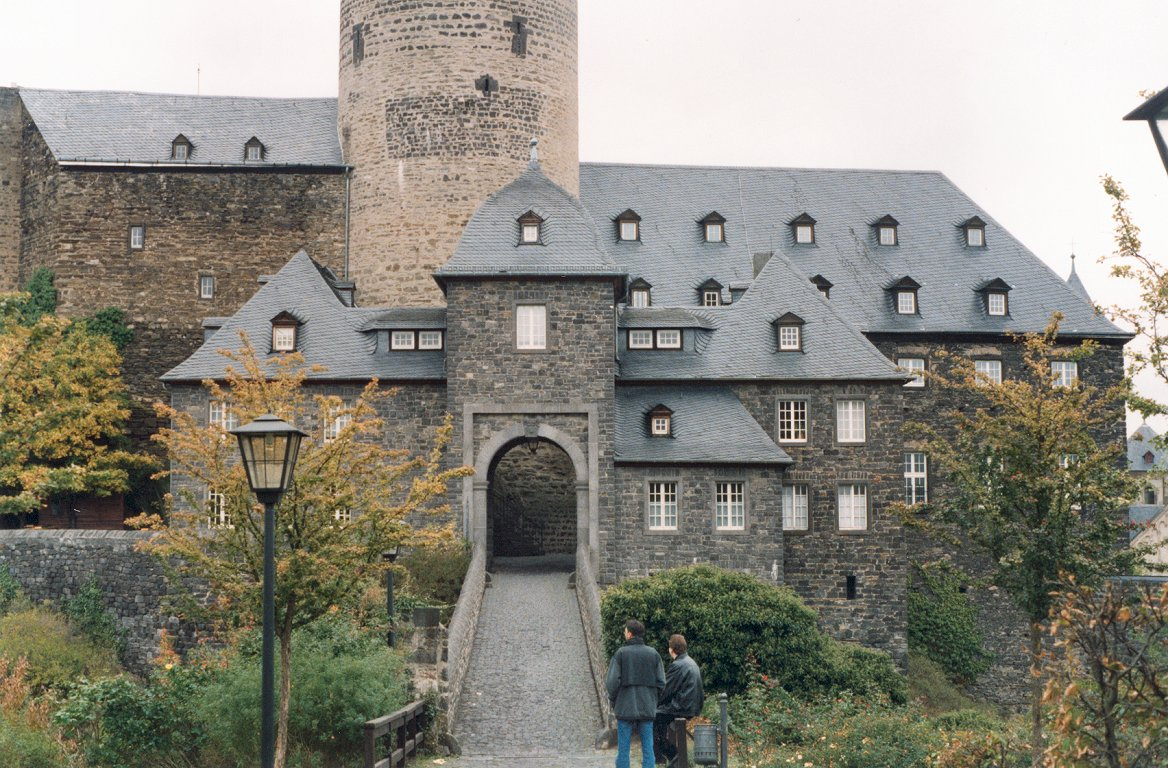
Entrada para o oberburg do Genovevaburg.

A torre de menagem ameada mantem o seu nome relacionado com a lenda de Genoveva: Goloturm. Trata-se duma estrutura com 32 metros de altura e paredes com 3,60 metros de espessura. Na sua cave abobadada existia anteriormente uma masmorra. O piso térreo garantia duas celas de prisão, nas quais não foram detidos apenas criminosos e opositores políticos; fontes do século XVI indicam que também se encontravam ali mulheres acusadas de bruxaria à espera de execução.
No local onde se erguem actualmente os edifícios residenciais barroco, situava-se antigamente, no lado norte do complexo, o principal edifício residencial, que representava toda a largura do castelo principal. À sua frente, a sul, ficavam provavelmente os edifícios dos comuns.
Uma capela palaciana indica o ano de 1362 como data de construção.

## Literatura
- Matthias Kordel: Die schönsten Schlösser und Burgen in der Eifel. 1ª Edição. Wartberg Verlag GmbH, Gudensberg-Gleichen 1999, ISBN 3-86134-482-3, pp. 44−45.
- Michael Losse: Hohe Eifel und Ahrtal. 57 Burgen und Schlösser. Konrad Theiss Verlag GmbH. Estugarda 2003, ISBN 3-8062-1775-0, pp. 62−65.
- Gustav Sixel, Richard Hartmann, Hans-Lothar Hochstrate: Eine Geschichte der Evangelischen Kirchengemeinde Mayen. Selbstverl., Mayen 1996.